# Vandenhoeck & Ruprecht

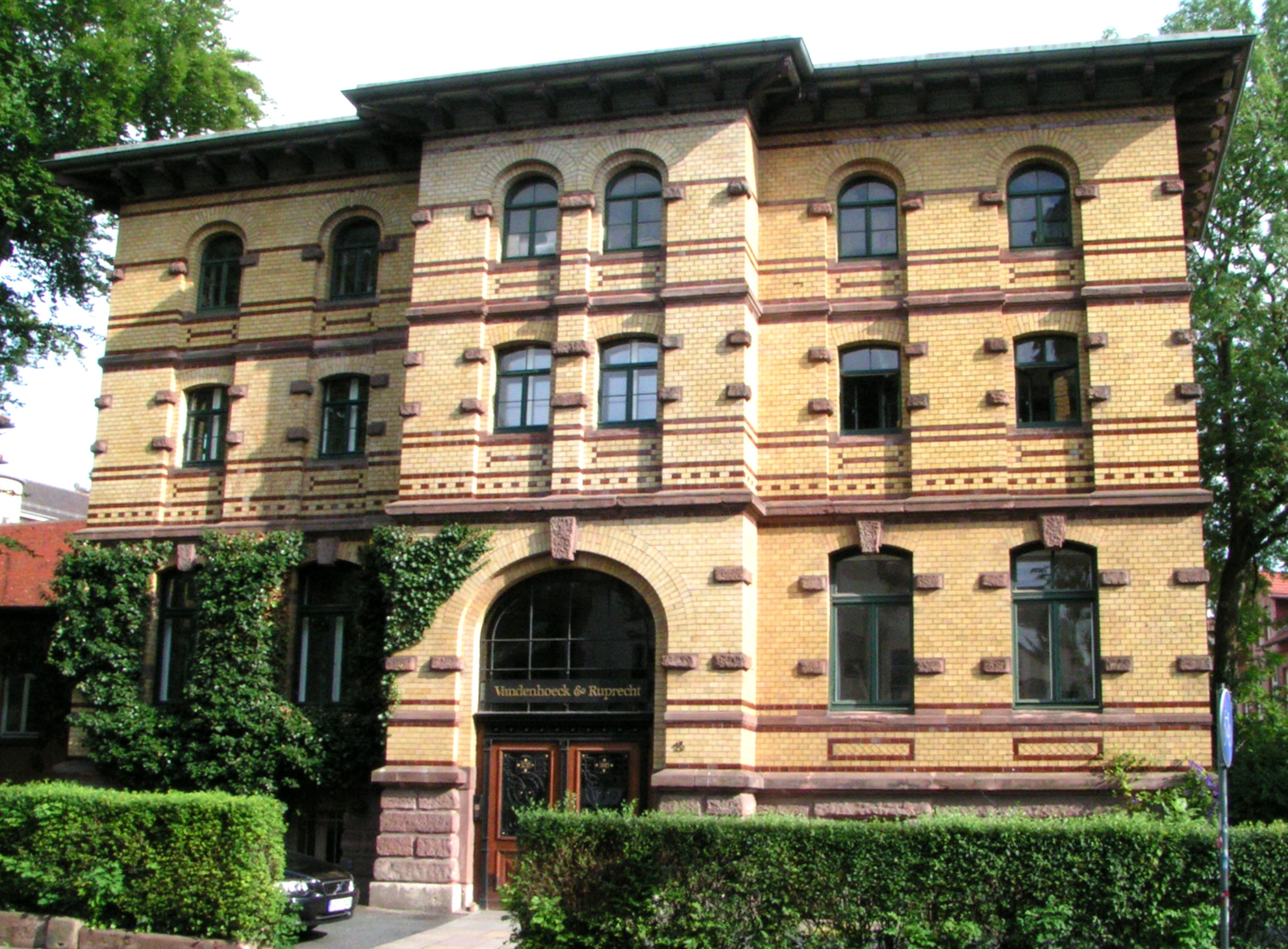
Clădirea editurii din Göttingen

Vandenhoeck & Ruprecht (V&R) este o editură cu sediul în Göttingen, care publică, în principal, lucrări științifice. 

## Istoric
Editura a fost înființată pe 13 februarie 1735 de către Abraham Vandenhoeck - în strânsă legătură cu deschiderea Universității Georg-August din Göttingen. După moartea lui Abraham Vandenhoeck în 1750, văduva lui, Anna Vandenhoeck (1698-1787), a continuat activitatea editorială împreună cu Carl Friedrich Günther Ruprecht (1730-1816), care intrase în editură în 1748 ca ucenic.
Anna Vandenhoeck a murit în 1787, iar C. F. G. Ruprecht a moștenit compania, împreună cu datoriile financiare. A condus editura până la moartea sa, în 1816. Conducerea editurii a fost preluată apoi de fiul său, Carl August Adolf Ruprecht (1791-1861), și de ginerele său, Justus Friedrich Danckwert (1779-1841). Începând din 1929 compania a fost condusă de Günther Ruprecht. Managementul companiei a rămas de șapte generații în mâinile familiei Ruprecht, care rămâne unicul acționar.
În 1935 Academia de Științe din Göttingen a transferat editurii Vandenhoeck & Ruprecht dreptul de tipărire a publicațiilor lor.  Jurnalele și buletinele de informații ale Academiei au fost publicate până în 2007; Göttingischen Gelehrten Anzeigen, cea mai veche revistă științifică din zona germană, va continua să fie publicată.
În perioada național-socialistă directorul editurii, Günther Ruprecht, a publicat la V&R revista Junge Kirche, organul de presă al Bisericii Mărturisitoare. În 1941 revista Junge Kirche a fost interzisă; începând din 1942 toate editurile au fost forțate să folosească rațional hârtia. Acest lucru a însemnat că, pentru restul celui de-al doilea război mondial, editura a trebuit să se limiteze la publicarea cărților de filologie și științe naturale, precum și a manualelor școlare. În perioada postbelică, V&R a fost din nou o editură universitară cu o gamă variată. La începutul anului 2003, Vandenhoeck & Ruprecht a înființat compania  V&R Unipress, sucursala editurii, pentru cerințele speciale ale editării unor lucrări științifice foarte specializate.
La data de 4 iulie 2011, arhiva completă a editurii a fost predată Bibliotecii de Stat din Berlin.
Vandenhoeck & Ruprecht a preluat la începutul anului 2007 compania Böhlau Verlag. Marca Böhlau trebui să fie păstrată.